# ベニイロフラミンゴ
ベニイロフラミンゴ (Phoenicopterus ruber) は、オオフラミンゴやチリーフラミンゴと密接に関連するフラミンゴの1種である。以前はオオフラミンゴと同種であると考えられていたが、証拠の不足により不正確であるとして、現在は別種として広く扱われている (例えばアメリカおよびイギリスの鳥学会)。また、カリブフラミンゴ (Caribbean Flamingo) の名でも知られるが、ガラパゴス諸島に本種が生息することから、その名前には問題がある。ベニイロフラミンゴは北アメリカに自然生息する唯一のフラミンゴである。

## 分布
ベニイロフラミンゴは、ガラパゴス諸島、コロンビア沿岸、ベネズエラおよび付近の島々、さらにガイアナやブラジルのオレンジ岬 (Cape Orange) で繁殖する。またメキシコのユカタン半島や、バハマ、イスパニョーラ島、キューバ、タークス・カイコス諸島がある西インド諸島（カリブ海）北部でも繁殖する。フロリダ州南部のほとんどの観察例は、通常かご抜け鳥と考えられるが、少なくともユカタン半島で足環をつけた1羽の幼鳥がエバーグレーズ国立公園で見つかっており、他はキューバからの迷鳥であることも考えられる。遠くからでは、慣れていないとベニヘラサギと混同することもある。
好む生息域は近縁種と似ており、塩性ラグーン、干潟、浅い塩性沿岸もしくは内陸の湖である。特有な生息地としては例えば、ユカタン半島の Petenes マングローブ生態地域などがある。

## 生態
すべてのフラミンゴと同様、5-8月に、泥の堤に灰白色の卵を1つ産む。28-32日に孵化するまで抱卵し、性成熟期に達するまでの6年間、雌雄ともに若鳥を保護する。平均寿命は40年で、鳥類のうち最も長く生きるものの一つである。

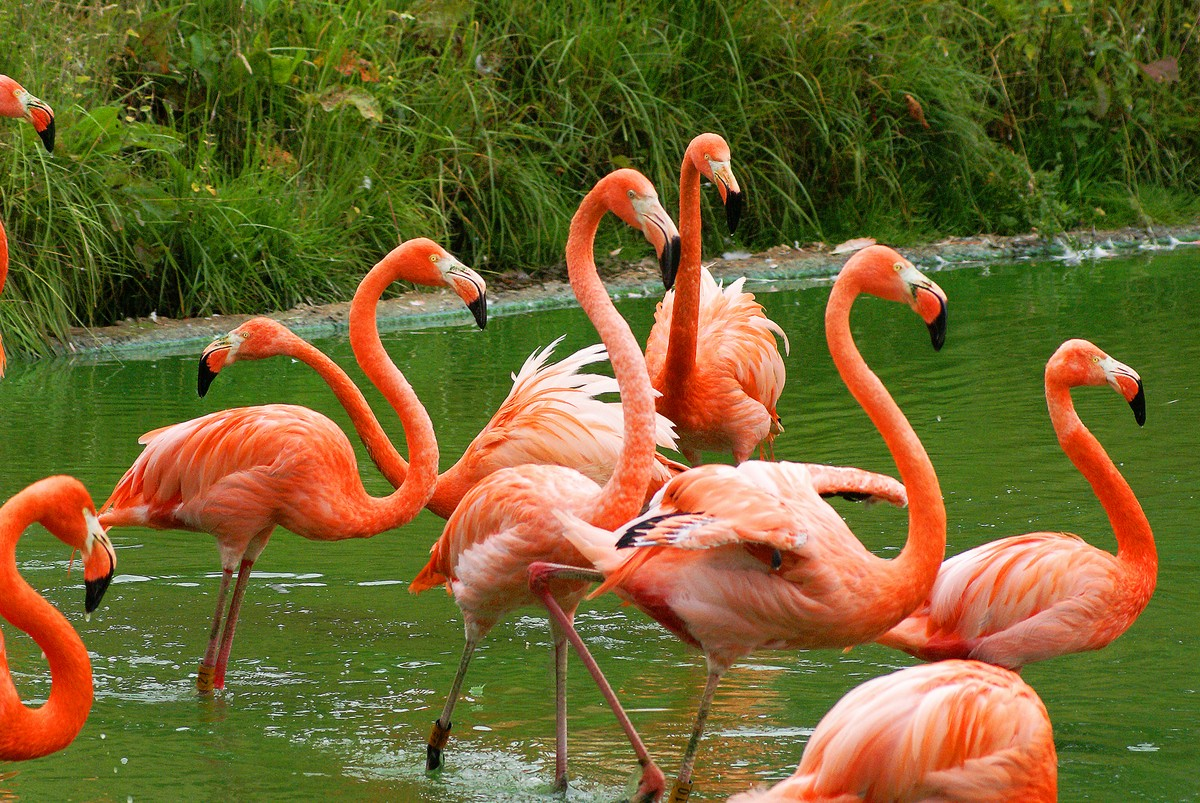
ベニイロフラミンゴの群れ

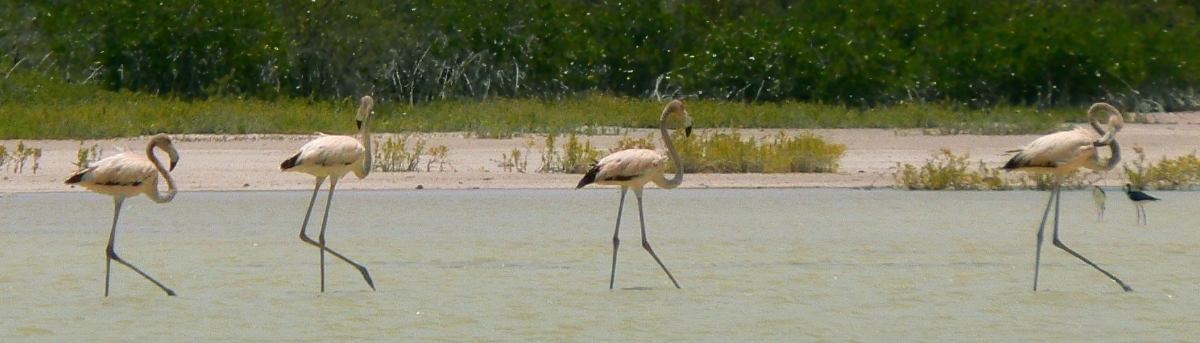
淡色のベニイロフラミンゴ
（Lago de Oviedo, ドミニカ共和国）

## 形態
全長120-140cm、体重は雄2.8kg、雌2.2kg。羽毛はほとんど桃紅色で、以前には Rosy Flamingo とも名付けられ、成鳥でははるかに淡色なオオフラミンゴと見分けられる。雨覆羽は赤色で、初列および次列風切羽は黒い。くちばしは桃紅色と白色で先が黒色で、足はすべて桃紅色。鳴き声はガチョウのように聞こえる。